# 1. Fußballclub Union Berlin 2016-2017
Questa voce raccoglie le informazioni riguardanti il 1. Fußballclub Union Berlin nelle competizioni ufficiali della stagione 2016-2017.

## Stagione
Nella stagione 2016-2017 l'Union Berlino, allenato da Jens Keller, concluse il campionato di 2. Bundesliga al 4º posto. In Coppa di Germania l'Union Berlino fu eliminato al secondo turno dal Borussia Dortmund.

### Rosa
| N. |                      | Ruolo | Calciatore        |
| -- | -------------------- | ----- | ----------------- |
| 1  | Germania (bandiera)  | P     | Daniel Mesenhöler |
| 3  | Austria (bandiera)   | D     | Emanuel Pogatetz  |
| 4  | Croazia (bandiera)   | D     | Roberto Punčec    |
| 5  | Germania (bandiera)  | D     | Benjamin Kessel   |
| 6  | Danimarca (bandiera) | D     | Kristian Pedersen |
| 7  | Germania (bandiera)  | C     | Benjamin Köhler   |
| 8  | Germania (bandiera)  | C     | Stephan Fürstner  |
| 9  | Germania (bandiera)  | A     | Sebastian Polter  |
| 10 | Germania (bandiera)  | C     | Dennis Daube      |
| 11 | Germania (bandiera)  | C     | Maximilian Thiel  |
| 12 | Danimarca (bandiera) | P     | Jakob Busk        |
| 13 | Germania (bandiera)  | C     | Raffael Korte     |
| 14 | Svizzera (bandiera)  | C     | Adrian Nikci      |
| 16 | Austria (bandiera)   | A     | Philipp Hosiner   |

| N. |                     | Ruolo | Calciatore           |
| -- | ------------------- | ----- | -------------------- |
| 17 | Svezia (bandiera)   | C     | Simon Hedlund        |
| 18 | Germania (bandiera) | C     | Kenny Prince Redondo |
| 19 | Croazia (bandiera)  | C     | Damir Kreilach       |
| 23 | Germania (bandiera) | C     | Felix Kroos          |
| 24 | Germania (bandiera) | A     | Steven Skrzybski     |
| 27 | Germania (bandiera) | C     | Eroll Zejnullahu     |
| 28 | Germania (bandiera) | D     | Christopher Trimmel  |
| 29 | Germania (bandiera) | C     | Michael Parensen     |
| 30 | Austria (bandiera)  | P     | Michael Gspurning    |
| 34 | Germania (bandiera) | D     | Fabian Schönheim     |
| 36 | Germania (bandiera) | C     | Cihan Kahraman       |
| 37 | Germania (bandiera) | D     | Toni Leistner        |
| 39 | Germania (bandiera) | C     | Lukas Lämmel         |

## Organigramma societario
Area tecnica
- Allenatore: Jens Keller
- Allenatore in seconda: Sebastian Bönig, Henrik Pedersen
- Preparatore dei portieri: Dennis Rudel
- Preparatori atletici: Martin Krüger, Hendrik Schreiber

## Risultati

### 2. Bundesliga

#### Girone di andata
| Arbitro: | Kampka |

|                           |           |              |
| Bastians 57’ Weilandt 77’ | Marcatori | 72’ Kreilach |

| Arbitro: | Stark |

|                 |           |                        |
| Quaner 58’, 66’ | Marcatori | 8’ Aosman 69’ Lambertz |

| Arbitro: | Gerach |

|                                         |           |                                            |
| Schuppan 30’ Klos 42’ Nöthe 63’ Ulm 84’ | Marcatori | 37’ Fürstner 66’, 81’ Skrzybski 68’ Quaner |

| Arbitro: | Aarnink |

|                                                   |           |  |
| Kreilach 22’ Quaner 44’, 76’ Skrzybski 61’ (rig.) | Marcatori |  |

| Arbitro: | Heft |

|                   |           |                          |
| Liendl 25’ (rig.) | Marcatori | 5’ Skrzybski 40’ Redondo |

| Arbitro: | Jöllenbeck |

|  |           |            |
|  | Marcatori | 84’ Quaner |

| Arbitro: | Osmers |

|                         |           |  |
| Hosiner 12’ Redondo 42’ | Marcatori |  |

| Arbitro: | Schlager |

|                          |           |  |
| Möhwald 45’ Teuchert 83’ | Marcatori |  |

| Arbitro: | Hartmann |

|                        |           |           |
| Quaner 75’ Hosiner 79’ | Marcatori | 90’ Klaus |

| Arbitro: | Brand |

|            |           |                                 |
| Kvesić 20’ | Marcatori | 41’, 63’ Kreilach 82’ Skrzybski |

| Arbitro: | Alt |

|  |           |           |
|  | Marcatori | 56’ Bebou |

| Arbitro: | Storks |

|          |           |  |
| Gaus 71’ | Marcatori |  |

| Arbitro: | Aytekin |

|               |           |            |
| Skrzybski 60’ | Marcatori | 3’ Terodde |

| Arbitro: | Sather |

|  |           |           |
|  | Marcatori | 12’ Kroos |

| Arbitro: | Dingert |

|                       |           |  |
| Hedlund 56’ Daube 82’ | Marcatori |  |

| Arbitro: | Schröder |

|                                                     |           |  |
| Kleindienst 34’ Schnatterer 58’ (rig.) Halloran 90’ | Marcatori |  |

| Arbitro: | Steinhaus |

|              |           |            |
| Leistner 65’ | Marcatori | 80’ Dursun |

#### Girone di ritorno
| Arbitro: | Ittrich |

|                          |           |              |
| Polter 67’ Skrzybski 80’ | Marcatori | 40’ Hoogland |

| Dresda 5 febbraio 2017, ore 13:30 CET 19ª giornata | Dinamo Dresda | 0 – 0 referto | Union Berlino | DDV-Stadion (30 153 spett.)\| Arbitro: \| Brand \| |
| Arbitro:                                           | Brand         |               |               |                                                    |

| Arbitro: | Petersen |

|                                   |           |          |
| Kroos 22’ Kreilach 63’ Polter 83’ | Marcatori | 44’ Klos |

| Arbitro: | Siewer |

|                        |           |                                       |
| Stoppelkamp 77’ (rig.) | Marcatori | 6’ (rig.) Hedlund 37’ (aut.) Kinsombi |

| Arbitro: | Gerach |

|                           |           |  |
| Skrzybski 41’ Hedlund 61’ | Marcatori |  |

| Arbitro: | Kampka |

|                         |           |  |
| Polter 21’ Kreilach 82’ | Marcatori |  |

| Arbitro: | Stegemann |

|                |           |                         |
| Bouhaddouz 83’ | Marcatori | 19’ Polter 48’ Kreilach |

| Arbitro: | Drees |

|             |           |  |
| Hosiner 83’ | Marcatori |  |

| Arbitro: | Hartmann |

|                                  |           |  |
| Füllkrug 54’ Kreilach 67’ (aut.) | Marcatori |  |

| Arbitro: | Cortus |

|  |           |             |
|  | Marcatori | 79’ Rizzuto |

| Arbitro: | Steinhaus |

|                                  |           |                         |
| Kreilach 80’ (aut.) Yildirim 90’ | Marcatori | 15’ Hosiner 54’ Redondo |

| Arbitro: | Brand |

|                                     |           |          |
| Kreilach 14’ Polter 85’ Hosiner 88’ | Marcatori | 68’ Gaus |

| Arbitro: | Ittrich |

|                                   |           |            |
| Maxim 29’ Terodde 33’ Ginczek 68’ | Marcatori | 57’ Polter |

| Arbitro: | Jablonski |

|                          |           |           |
| Hosiner 33’ Kreilach 54’ | Marcatori | 76’ Höler |

| Arbitro: | Stieler |

|                             |           |           |
| Reichel 6’, 64’ Kumbela 75’ | Marcatori | 65’ Thiel |

| Arbitro: | Osmers |

|  |           |               |
|  | Marcatori | 82’ Griesbeck |

| Arbitro: | Siewer |

|            |           |                               |
| Dursun 66’ | Marcatori | 38’ Redondo 78’ (rig.) Polter |

### Coppa di Germania
| Arbitro: | Fritz |

|                |           |                                    |
| Il'jučenko 67’ | Marcatori | 62’ Quaner 95’ (aut.) Schnellhardt |

| Arbitro: | Drees |

|                      |                      |                        |
| Parensen 45’ (aut.)  | Marcatori            | 81’ Skrzybski          |
| Dembélé Ginter Götze | Tiri di rigore 3 – 0 | Kroos Fürstner Hosiner |

## Statistiche

### Statistiche di squadra
| Competizione      | Punti | In casa | In casa | In casa | In casa | In casa | In casa | In trasferta | In trasferta | In trasferta | In trasferta | In trasferta | In trasferta | Totale | Totale | Totale | Totale | Totale | Totale | DR  |
| Competizione      | Punti | G       | V       | N       | P       | Gf      | Gs      | G            | V            | N            | P            | Gf           | Gs           | G      | V      | N      | P      | Gf     | Gs     | DR  |
| ----------------- | ----- | ------- | ------- | ------- | ------- | ------- | ------- | ------------ | ------------ | ------------ | ------------ | ------------ | ------------ | ------ | ------ | ------ | ------ | ------ | ------ | --- |
| 2. Bundesliga     | 60    | 17      | 11      | 3       | 3       | 29      | 12      | 17           | 7            | 3            | 7            | 22           | 27           | 34     | 18     | 6      | 10     | 51     | 39     | +12 |
| Coppa di Germania | -     | 0       | 0       | 0       | 0       | 0       | 0       | 2            | 1            | 1            | 0            | 3            | 2            | 2      | 1      | 1      | 0      | 3      | 2      | +1  |
| Totale            | -     | 17      | 11      | 3       | 3       | 29      | 12      | 19           | 8            | 4            | 7            | 25           | 29           | 36     | 19     | 7      | 10     | 54     | 41     | +13 |

### Andamento in campionato
| Giornata  | 1  | 2  | 3  | 4  | 5 | 6 | 7 | 8 | 9 | 10 | 11 | 12 | 13 | 14 | 15 | 16 | 17 | 18 | 19 | 20 | 21 | 22 | 23 | 24 | 25 | 26 | 27 | 28 | 29 | 30 | 31 | 32 | 33 | 34 |
| --------- | -- | -- | -- | -- | - | - | - | - | - | -- | -- | -- | -- | -- | -- | -- | -- | -- | -- | -- | -- | -- | -- | -- | -- | -- | -- | -- | -- | -- | -- | -- | -- | -- |
| Luogo     | T  | C  | T  | C  | T | T | C | T | C | T  | C  | T  | C  | T  | C  | T  | C  | C  | T  | C  | T  | C  | C  | T  | C  | T  | C  | T  | C  | T  | C  | T  | C  | T  |
| Risultato | P  | N  | N  | V  | V | V | V | P | V | V  | P  | P  | N  | V  | V  | P  | N  | V  | N  | V  | V  | V  | V  | V  | V  | P  | P  | N  | V  | P  | V  | P  | P  | V  |
| Posizione | 13 | 13 | 13 | 10 | 5 | 3 | 2 | 6 | 5 | 2  | 4  | 5  | 7  | 5  | 4  | 5  | 5  | 4  | 4  | 4  | 3  | 3  | 2  | 2  | 1  | 3  | 4  | 4  | 3  | 4  | 4  | 4  | 4  | 4  |

Legenda:

Luogo: C = Casa; T = Trasferta. Risultato: V = Vittoria; N = Pareggio; P = Sconfitta.

### Statistiche dei giocatori
| Giocatore     | 2. Bundesliga | 2. Bundesliga | 2. Bundesliga | 2. Bundesliga | Coppa di Germania | Coppa di Germania | Coppa di Germania | Coppa di Germania | Totale   | Totale | Totale      | Totale     |
| Giocatore     | Presenze      | Reti          | Ammonizioni   | Espulsioni    | Presenze          | Reti              | Ammonizioni       | Espulsioni        | Presenze | Reti   | Ammonizioni | Espulsioni |
| ------------- | ------------- | ------------- | ------------- | ------------- | ----------------- | ----------------- | ----------------- | ----------------- | -------- | ------ | ----------- | ---------- |
| J. Busk       | 22            | 0             | 1             | 0             | 1                 | 0                 | 0                 | 0                 | 23       | 0      | 1           | 0          |
| M. Gspurning  | -             | -             | -             | -             | -                 | -                 | -                 | -                 | -        | -      | -           | -          |
| D. Mesenhöler | 12            | 0             | 0             | 0             | 1                 | 0                 | 0                 | 0                 | 13       | 0      | 0           | 0          |
| B. Kessel     | 11            | 0             | 1             | 0             | -                 | -                 | -                 | -                 | 11       | 0      | 1           | 0          |
| T. Leistner   | 30            | 1             | 6             | 0             | 2                 | 0                 | 0                 | 0                 | 32       | 1      | 6           | 0          |
| M. Parensen   | 14            | 0             | 4             | 0             | 1                 | 0                 | 1                 | 0                 | 15       | 0      | 5           | 0          |
| K. Pedersen   | 29            | 0             | 2             | 1             | 2                 | 0                 | 1                 | 0                 | 31       | 0      | 3           | 1          |
| E. Pogatetz   | 6             | 0             | 2             | 0             | -                 | -                 | -                 | -                 | 6        | 0      | 2           | 0          |
| R. Punčec     | 26            | 0             | 3             | 2             | 2                 | 0                 | 1                 | 0                 | 28       | 0      | 4           | 2          |
| F. Schönheim  | 13            | 0             | 1             | 1             | -                 | -                 | -                 | -                 | 13       | 0      | 1           | 1          |
| C. Trimmel    | 33            | 0             | 4             | 0             | 2                 | 0                 | 1                 | 0                 | 35       | 0      | 5           | 0          |
| D. Daube      | 14            | 1             | 4             | 0             | -                 | -                 | -                 | -                 | 14       | 1      | 4           | 0          |
| S. Fürstner   | 29            | 1             | 7             | 0             | 2                 | 0                 | 1                 | 0                 | 31       | 1      | 8           | 0          |
| B. Köhler     | -             | -             | -             | -             | -                 | -                 | -                 | -                 | -        | -      | -           | -          |
| R. Korte      | 2             | 0             | 0             | 0             | -                 | -                 | -                 | -                 | 2        | 0      | 0           | 0          |
| D. Kreilach   | 33            | 9             | 4             | 0             | 1                 | 0                 | 0                 | 0                 | 34       | 9      | 4           | 0          |
| F. Kroos      | 29            | 2             | 6             | 0             | 2                 | 0                 | 0                 | 0                 | 31       | 2      | 6           | 0          |
| L. Lämmel     | 1             | 0             | 0             | 0             | -                 | -                 | -                 | -                 | 1        | 0      | 0           | 0          |
| A. Nikçi      | 3             | 0             | 0             | 0             | -                 | -                 | -                 | -                 | 3        | 0      | 0           | 0          |
| K. Redondo    | 33            | 4             | 3             | 0             | 2                 | 0                 | 0                 | 0                 | 35       | 4      | 3           | 0          |
| M. Thiel      | 3             | 1             | 0             | 0             | -                 | -                 | -                 | -                 | 3        | 1      | 0           | 0          |
| E. Zejnullahu | 12            | 0             | 0             | 0             | 2                 | 0                 | 0                 | 0                 | 14       | 0      | 0           | 0          |
| S. Hedlund    | 28            | 3             | 2             | 0             | 1                 | 0                 | 0                 | 0                 | 29       | 3      | 2           | 0          |
| P. Hosiner    | 25            | 6             | 3             | 0             | 1                 | 0                 | 0                 | 0                 | 26       | 6      | 3           | 0          |
| S. Polter     | 15            | 7             | 1             | 1             | -                 | -                 | -                 | -                 | 15       | 7      | 1           | 1          |
| S. Skrzybski  | 30            | 8             | 0             | 0             | 2                 | 1                 | 0                 | 0                 | 32       | 9      | 0           | 0          |
| S. Brandy     | 3             | 0             | 1             | 0             | 1                 | 0                 | 0                 | 0                 | 4        | 0      | 1           | 0          |
| C. Lenz       | 1             | 0             | 0             | 0             | -                 | -                 | -                 | -                 | 1        | 0      | 0           | 0          |
| C. Quaner     | 14            | 7             | 0             | 0             | 2                 | 1                 | 0                 | 0                 | 16       | 8      | 0           | 0          |
| C. Quiring    | 3             | 0             | 0             | 0             | 1                 | 0                 | 0                 | 0                 | 4        | 0      | 0           | 0          |